# Marphysa bellii
Marphysa bellii är en ringmaskart som först beskrevs av Jean Victor Audouin och Milne-Edwards 1833.  Marphysa bellii ingår i släktet Marphysa och familjen Eunicidae. Arten har ej påträffats i Sverige. Utöver nominatformen finns också underarten M. b. oculata.